# Thailand International 2015
Die Thailand International 2015 im Badminton fanden vom 6. bis 11. Januar 2015 in Bangkok statt.

## Sieger und Platzierte
| Disziplin    | Gold                                              | Silber                              | Bronze                                       |
| ------------ | ------------------------------------------------- | ----------------------------------- | -------------------------------------------- |
| Herreneinzel | Lee Hyun-il                                       | Suppanyu Avihingsanon               | Jeon Hyeok-jin                               |
| Herreneinzel | Lee Hyun-il                                       | Suppanyu Avihingsanon               | Kim Dong-hun                                 |
| Dameneinzel  | Supanida Katethong                                | Kim Hyo-min                         | Lee Jang-mi                                  |
| Dameneinzel  | Supanida Katethong                                | Kim Hyo-min                         | Liang Xiaoyu                                 |
| Herrendoppel | Jun Bong-chan Kim Duk-young                       | Angga Pratama Ricky Karanda Suwardi | Kritti Cholprasertsuk Samatcha Tovannakasem  |
| Herrendoppel | Jun Bong-chan Kim Duk-young                       | Angga Pratama Ricky Karanda Suwardi | Tan Wee Gieen Teo Ee Yi                      |
| Damendoppel  | Duanganong Aroonkesorn Kunchala Voravichitchaikul | Chae Yoo-jung Kim Ji-won            | Keshya Nurvita Hanadia Devi Tika Permatasari |
| Damendoppel  | Duanganong Aroonkesorn Kunchala Voravichitchaikul | Chae Yoo-jung Kim Ji-won            | Jongkolphan Kititharakul Rawinda Prajongjai  |
| Mixed        | Choi Sol-gyu Chae Yoo-jung                        | Tan Chee Tean Shevon Jemie Lai      | Thanadol Jumpanoi Thidarat Kleebyeesoon      |
| Mixed        | Choi Sol-gyu Chae Yoo-jung                        | Tan Chee Tean Shevon Jemie Lai      | Kim Duk-young Ko A-ra                        |